# Graphe de Cayley
 (avril 2014).
Si vous disposez d'ouvrages ou d'articles de référence ou si vous connaissez des sites web de qualité traitant du thème abordé ici, merci de compléter l'article en donnant les références utiles à sa vérifiabilité et en les liant à la section « Notes et références ».

Le graphe de Cayley du groupe libre à deux générateurs, a et b. Tous les arcs doivent être orientés vers le haut ou la droite.

En mathématiques, un graphe de Cayley (du nom d'Arthur Cayley) est un graphe qui encode la structure d'un groupe. C'est un outil important pour l'étude de la combinatoire et de la géométrie des groupes. La structure et la symétrie des graphes de Cayley ont font de bons candidats pour construire des graphes expanseurs.

## Définition
Étant donné un groupe {\displaystyle (G,*)} et une partie génératrice {\displaystyle S} de ce groupe, le graphe de Cayley {\displaystyle \Gamma =\Gamma (G,S)} est construit comme suit :
- À chaque élément {\displaystyle g} de {\displaystyle G}, on associe un sommet {\displaystyle v_{g}}.
- À chaque élément {\displaystyle s} de {\displaystyle S}, on associe une couleur {\displaystyle c_{s}}.
- Pour tout {\displaystyle g\in G} et {\displaystyle s\in S}, on trace une arête orientée de couleur {\displaystyle c_{s}} du sommet {\displaystyle v_{g}} vers le sommet {\displaystyle v_{g*s}}.

Certains auteurs n'exigent pas que {\displaystyle S} engendre le groupe. Dans ce cas, {\displaystyle \Gamma } n'est pas toujours connexe ; ses composantes connexes correspondent aux classes suivant le sous-groupe engendré par {\displaystyle S}.
On peut aussi associer à chaque générateur une direction plutôt qu'une couleur, mais il est alors parfois impossible de représenter le graphe dans le plan. Dans certains contextes, on utilise la multiplication à gauche plutôt qu'à droite (les arêtes vont alors de {\displaystyle v_{g}} à {\displaystyle v_{s*g}}).

## Propriétés
- Comme l'ensemble générateur d'un groupe n'est pas unique, la structure des graphes de Cayley d'un groupe donné n'est pas unique.
- Si l'ensemble générateur a {\displaystyle n} éléments, chaque sommet a {\displaystyle n} arêtes entrantes, et {\displaystyle n} arêtes sortantes.
- Les cycles du graphe correspondent aux relations vérifiées par les générateurs.
- Si {\displaystyle s} et {\displaystyle s^{-1}} sont tous les deux dans l'ensemble de générateurs, on remplace souvent chaque paire d'arêtes orientées correspondant à {\displaystyle s} et {\displaystyle s^{-1}} par une seule arête non orientée.

## Exemples
- Si {\displaystyle G=\mathbb {Z} } est le groupe cyclique infini, et que  {\displaystyle S=\{1,-1\}}, alors le graphe de Cayley  {\displaystyle \Gamma (G,S)} est un chemin infini.
- Si {\displaystyle G=\mathbb {Z} /n\mathbb {Z} } est le groupe cyclique d'ordre {\displaystyle n}, et que {\displaystyle S=\{1,-1\}}, alors le graphe de Cayley est un cycle d'ordre {\displaystyle n}. De manière générale, les graphes de Cayley sur les groupes finis cycliques sont exactement les graphes circulants.
- Le graphe de Cayley d'un produit direct de deux groupes (avec pour ensemble générateur le produit cartésien des ensembles générateurs) est le produit cartésien des graphes de Cayley[1]. Aussi le graphe de Cayley de {\displaystyle \mathbb {Z} ^{2}} avec les quatre générateurs {\displaystyle \{(\pm 1,0),(0,\pm 1)\}} est la grille infinie sur {\displaystyle \mathbb {R} ^{2}} ; et le graphe de Cayley de {\displaystyle \mathbb {Z} /n\mathbb {Z} \times \mathbb {Z} /m\mathbb {Z} } avec le même ensemble de générateurs est la grille {\displaystyle n\times m} sur un tore.

Graphe de Cayley du groupe diédral pour les deux générateurs et.

Graphe de Cayley de, pour deux générateurs d'ordre.

- Le graphe de Cayley du groupe diédral {\displaystyle D_{4}} avec deux générateurs {\displaystyle a} et {\displaystyle b}, vérifiant les relations {\displaystyle a^{4}=b^{2}=e,ab=ba^{3}} est représenté sur la gauche. Les flèches rouges représentent la composition par {\displaystyle a}, et les bleues celles par {\displaystyle b}. Un graphe de Cayley de {\displaystyle D_{4}} différent est représenté à droite : {\displaystyle b} est toujours la réflexion horizontale et est représentée en bleu, mais {\displaystyle c} est maintenant une symétrie par rapport à une diagonale. Puisque les deux sont d'ordre 2, le graphe n'est pas orienté.
- Le graphe de Cayley du groupe libre à deux générateurs est représenté en haut à droite de la page. ({\displaystyle e} est l'élément neutre). Un pas vers la droite correspond à une multiplication par {\displaystyle a}, vers la gauche par {\displaystyle a^{-1}}, vers le haut par {\displaystyle b} et {\displaystyle b^{-1}} vers le bas. Comme il n'y a pas de relations dans le groupe libre (par définition), son graphe de Cayley est acyclique. Ceci est un élément clé dans la preuve du paradoxe de Banach-Tarski.
- Plus généralement, le treillis de Bethe, ou arbre de Cayley est le graphe de Cayley du groupe libre à {\displaystyle n} générateurs. À une présentation d'un groupe {\displaystyle G} par {\displaystyle n} générateurs correspond un morphisme surjectif de groupe de l'arbre de Cayley dans le groupe de Cayley de {\displaystyle G}. Si l'on interprète topologiquement les graphes comme des CW-complexes de dimension 1, l'arbre de Cayley est le revêtement universel du graphe de Cayley, et le noyau de la projection est le groupe fondamental du graphe de Cayley.

- À droite se trouve un dessin du graphe de Cayley d'un groupe d'ordre 18 avec présentation {\displaystyle \langle x,y,z\mid x^{2}=y^{2}=z^{2}=(xy)^{3}=(xz)^{3}=(yz)^{3}=(xyz)^{2}=1\rangle }. Il est engendré par trois éléments d'ordre 2, qui sont donc représentés par des arêtes non-orientées de trois couleurs différentes ; chaque sommet est lié à une arête de chaque couleur. En suivant les arêtes on peut vérifier que les autres relations sont satisfaites. Si par exemple pour les générateurs x, y, et z on choisit respectivement les couleurs rouge, vert, et bleu (mais peu importe, la présentation est parfaitement symétrique), on voit que, partant d'un sommet quelconque, la suite rouge-vert-rouge-vert-rouge-vert nous remet à notre point de départ (alors (xy)3 = 1), et aussi la suite rouge-vert-bleu-rouge-vert-bleu (alors (xyz)2 = 1).